# New World Orphans
New World Orphans es el séptimo álbum de estudio por Hed PE. Publicado el 13 de enero de 2009.

## Listado de canciones
Todas las canciones escritas y compuestas por Hed PE. 
| N.º | Título                                        | Duración |  |
| 1.  | «New World (Intro)»                           | 1:01     |  |
| 2.  | «Live or Die Free»                            | 1:58     |  |
| 3.  | «Bloodfire»                                   | 2:48     |  |
| 4.  | «Ordo (ab Chao)»                              | 2:42     |  |
| 5.  | «Stay Ready» (featuring The Dirtball)         | 4:15     |  |
| 6.  | «Family»                                      | 2:47     |  |
| 7.  | «Stepping Stone»                              | 3:14     |  |
| 8.  | «Renegade»                                    | 3:29     |  |
| 9.  | «Everything All the Time»                     | 3:03     |  |
| 10. | «Mortgage Crisis (Intro)»                     | 0:20     |  |
| 11. | «Middle Class Blues»                          | 1:44     |  |
| 12. | «Flesh and Blood»                             | 4:18     |  |
| 13. | «Nibiru (Intro)»                              | 0:30     |  |
| 14. | «Planet X»                                    | 3:44     |  |
| 15. | «Higher Ground» (featuring Kottonmouth Kings) | 3:57     |  |
| 16. | «A Soldiers (Intro)»                          | 0:12     |  |
| 17. | «Tow the Line»                                | 3:59     |  |
| 18. | «Self Aware»                                  | 3:09     |  |
| 19. | «Lost History (Intro)»                        | 0:23     |  |
| 20. | «This Love»                                   | 3:06     |  |

| Bonus tracks |                                      |          |  |
| N.º          | Título                               | Duración |  |
| 21.          | «Work On This» (featuring Tech N9ne) | 4:24     |  |
| 22.          | «Babylon Fall»                       | 3:30     |  |

| Black |                      |          |  |
| N.º   | Título               | Duración |  |
| 23.   | «Bucky Lasek»        | 1:32     |  |
| 24.   | «Don't Fuck With Us» | 2:09     |  |

| White |                      |          |  |
| N.º   | Título               | Duración |  |
| 23.   | «Cities on the Moon» | 2:27     |  |
| 24.   | «Hey Now»            | 2:51     |  |

| Red |                                 |          |  |
| N.º | Título                          | Duración |  |
| 25. | «Girlfriend»                    | 4:30     |  |
| 26. | «Born 2 Ride» (featuring Big B) | 3:24     |  |

| Shock (Australian release) |                                 |          |  |
| N.º                        | Título                          | Duración |  |
| 23.                        | «Born 2 Ride» (featuring Big B) | 3:26     |  |
| 24.                        | «Girlfriend»                    | 4:31     |  |
| 25.                        | «4SmokazOnly»                   | 3:55     |  |
| 26.                        | «Don't Fuck With Us»            | 2:08     |  |

| Reissue |        |          |  |
| N.º     | Título | Duración |  |

## Personal
- M.C.U.D - voz, melódica
- Jaxon Benge - guitarra
- DJ Product © 1969 - tocadiscos, melódica
- Mawk - bajo
- Tiny Bubz - batería, percusión
- Trauma - batería, percusión en el "Here and Now"

- Datos: Q3284261